# Myrmarachne tristis
Myrmarachne tristis là một loài nhện trong họ Salticidae.
Loài này thuộc chi Myrmarachne. Myrmarachne tristis được Eugène Simon miêu tả năm 1882.